# Doi (Ulee Kareng)
Doi is een bestuurslaag in het regentschap Banda Aceh van de provincie Atjeh, Indonesië. Doi telt 2598 inwoners (volkstelling 2010).